# ژوراوفکا-پروایا
ژوراوفکا-پروایا (انگلیسی: Zhuravka-Pervaya) یک شهرک در بخش پروخوروفسکی استان بلگورود کشور روسیه است.